# 馬敬修
馬敬修，贵州水城人，中国近代政治人物。
民国6年（1917年），擔任中华民国遵义府婺川縣縣長。后由吳光驥接任。